# Peter Anselm Riedl
Peter Anselm Riedl (* 23. Februar 1930 in Karlsbad, Tschechoslowakei; † 31. August 2016 in Heidelberg) war ein deutscher Kunsthistoriker und von 1969 bis 1998 Professor für Kunstgeschichte in Heidelberg.

## Leben
Riedl wurde als Sohn des Bildhauers Adolf H. Riedl und  seiner Ehefrau Johanna Riedl (geb. Pfeiffer) geboren. Nach dem Abitur in Deutschland studierte er von 1949 bis 1952 Deutsche Literaturgeschichte und Anglistik und anschließend Kunstgeschichte und Klassische Archäologie an der Ruprecht-Karls-Universität Heidelberg. Nach seiner Promotion 1955 an der Philosophisch-historischen Fakultät in Heidelberg zum Dr. Phil. volontierte er bis 1957 an der Hamburger Kunsthalle. Von 1957 bis 1961 war er Stipendiat und wissenschaftlicher Assistent am Kunsthistorischen Institut in Florenz und gehörte der Redaktion der Mitteilungen des Kunsthistorischen Institutes in Florenz an. Von 1961 bis 1963 kehrte er als Leiter der Skulpturen- und Medaillensammlung an die Hamburger Kunsthalle zurück und war zusammen mit Liselotte Möller Herausgeber des Jahrbuches der Hamburger Kunstsammlungen. Von 1963 bis 1969 war Riedl Assistent und seit seiner Habilitation an der Philosophischen Fakultät der Philipps-Universität in Marburg an der Lahn 1967 Dozent am Kunstgeschichtlichen Seminar in Marburg.
1969 übernahm Riedl den außerordentlichen Lehrstuhl für Neuere und Neueste Kunstgeschichte an der Universität Heidelberg, der im folgenden Jahr in ein Ordinariat umgewandelt wurde. Seit 1977 war er Vorsitzender des Kuratoriums des Kunsthistorischen Institutes in Florenz (bis 1982) und von 1988 bis 2006 gab er zusammen mit Max Seidel zahlreiche Schriften des Kunsthistorischen Instituts in Florenz zu historischen Gebäuden in Siena heraus. Riedl wurde zum Sommersemester 1998 emeritiert.
Er war Mitglied des Vorstandes und bis 2001 Vorsitzender des Heidelberger Kunstvereins. Er war Mitglied des Deutschen Werkbundes.
Riedl war seit 1959 mit Eleonore, geb. Freiin von Biedermann, verheiratet. Das Paar hatte drei Kinder.

### Auszeichnungen
- Ordentliches Mitglied der Heidelberger Akademie der Wissenschaften
- Korrespondierendes Mitglied der Accademia degli Intronati in Siena
- Korrespondierendes Mitglied der Bayerischen Akademie der Schönen Künste
- Große Universitätsmedaille der Ruprecht-Karls-Universität Heidelberg (1996)
- Richard-Benz-Medaille der Stadt Heidelberg für Verdienste um Kunst und Wissenschaft (1998)
- Bundesverdienstkreuz am Bande (1999)
- Verdienstmedaille des Rhein-Neckar-Kreises (2000)

## Werk
Riedls Hauptarbeitsgebiete waren die italienische und deutsche Kunst der Renaissance, des Manierismus und des Barocks. Des Weiteren beschäftigte er sich intensiv mit der Kunst des 20. Jahrhunderts, insbesondere mit Wassily Kandinsky und mit Bildhauern der abstrakten Skulptur wie Hiromi Akiyama, Franz Bernhard, Michael Croissant, Fritz Koenig, Herbert Peters und Robert Schad. Riedl war zudem in der Denkmal- und Kulturpflege tätig und verfasste zahlreiche Schriften zur Heidelberger Altstadt.

### Schriften
- Die Heidelberger Jesuitenkirche und die Hallenkirchen des 17. und 18. Jahrhunderts in Süddeutschland, Winter, Heidelberg, 1956
- Henry Moore. König und Königin, Reclam, Stuttgart 1957
- mit Lieselotte Möller: Jahrbuch der Hamburger Kunstsammlungen, Band 7, 1962 und Band 8, 1963
- Joseph Beuys, Zirkulationszeit, Werner’sche Verlagsgesellschaft, Worms, 1982 ISBN 3-88462-020-7
- Eine wiederentdeckte „Verkündigung Mariä“ von Giovanni di Paolo, Winter, Heidelberg, 1986
- Wassily Kandinsky, mit Selbstzeugnissen und Bilddokumenten, Rowohlt, Reinbek, 1996 ISBN 978-3-4995-0313-9
- Werner Knaupp. 2002–2008, Verlag für moderne Kunst, Nürnberg, 2009 ISBN 978-3-9407-4864-5